# Ono no Takamura
Ono no Takamura (小野 篁 (Tiểu Dã Hoàng)) cũng được gọi là Sangi no Takamura (参議篁 (Tham Nghị Hoàng) 802 – 3 tháng 2 năm 853) là một học giả và nhà thơ vào đầu thời kỳ Heian.

## Cuộc đời
Takamura là hậu duệ của Ono no Imoko, người từng giữ chức Kenzuishi, và cha của ông là Ono no Minemori. Ông là ông nội của Ono no Michikaze, một trong ba nhà thư pháp (三筆 (tam bút) sanpitsu) nổi tiếng. Năm 834, ông được bổ nhiệm làm Kintōshi, nhưng vào năm 838, sau khi có tranh chấp với sứ giả Fujiwara no Tsunetsugu, ông cáo bệnh xin từ quan và khiến cựu  Thiên hoàng Saga nổi giận, thuyên chuyển ông tới tỉnh Oki. Trong vòng hai năm, ông lấy lại được ân huệ của triều đình và quay trở về thủ đô nơi ông được thăng cấp lên Sangi.
Takamura là chủ đề của một số truyện và huyền thoại kỳ quái. Một trong những huyền thoại lạ lùng nhất là mỗi đêm, ông sẽ trèo xuống một cái giếng để tới địa ngục và giúp Yama (閻魔大王 enma daiō) trong việc xét xử (裁判 saiban). Tại Sataku, Kyoto, có một ngôi mộ được cho là thuộc về Takamura. Gần ngôi mộ đó là ngôi mộ có ghi chú Murasaki Shikibu, với một huyền thoại rằng nó được đặt ở đó bởi bản thân con quỷ như hình phạt cho ái dục (愛欲 aiyoku), lý do mà Murasaki Shikibu phải xuống địa ngục.

## Takamura trong văn học sau này
Ono no Takamura là nhân vật trong một số tác phẩm setsuwa sau này như Ujishūi Monogatari và Takamura Monogatari.
Trong Ujishūi Monogatari, có một câu chuyện sau đây về Takamura, minh họa cho trí thông minh của ông. Một ngày nọ trong cung điện của Saga Tennō, có người dựng lên một cuộn giấy ghi ba chữ "無悪善" (vô ác thiện). Không ai trong cung điện đã có thể giải mã ý nghĩa của nó. Thiên hoàng sau đó đã ra lệnh cho Takamura đọc nó, và ông đáp lại "Sẽ tốt nếu không xấu (悪無くば善からん saga nakuba yokaran)," đọc chữ "ác" (悪 aku) là "Saga" để ám chỉ Saga Tennō. Thiên hoàng tức giận vì sự liều lĩnh của kẻ hạ thần, phán rằng hẳn Takamura là kẻ treo cuộn giấy này, vì chỉ mình ông đọc được nó. Tuy nhiên, Takamura biện hộ cho sự vô tội của mình, tâu rằng ông chỉ đơn giản giải mã ý nghĩa của cuộn giấy. Thiên hoàng nói, "Ồ, ra là ngươi có thể giải được bất kì mật thư nào, phải không?" và yêu cầu Takamura phải đọc một hàng gồm 12 chữ "tử" (con) (子): "子子子子子子子子子子子子". Takamura ngay lập tức đáp lại: neko no ko koneko, shishi no ko kojishi (猫の子猫、獅子の子獅子), sử dụng các cách đọc khác nhau của chữ này: ne, ko và shi/ji; câu này có nghĩa là "con mèo con (子猫 koneko) của con mèo (猫 neko), con sư tử con (子獅子 kojishi) của con sư tử (獅子 shishi)." Thiên hoàng bất ngờ và thích thú với trí thông minh của Takamura và không còn nghi ngờ ông nữa.
Takamura là nhân vật chính trong truyện Takamura Monogatari, trong đó ông có một câu chuyện tình lãng mạn với người em gái cùng cha khác mẹ. Niên đại tác phẩm bị tranh cãi gay gắt, và rất ít học giả coi nó là đáng tin cậy về mặt lịch sử.

## Hậu duệ
Trong khi những người như Ono no Michikaze là hậu duệ trực hệ của Takamura, ông cũng có một vài hậu duệ tâm linh trong giới samurai. Đặc biệt, một số tên samurai như Notarō (野太郎), Onota (小野太), Yatarō (弥太郎), Koyata (小弥太) có thể theo dấu của Takamura.

## Các bài thơ đại diện
Một trong những bài thơ của ông được xếp ở vị trí thứ 11 trong tập Ogura Hyakunin Isshu của Fujiwara no Teika:
| Tiếng Nhật                                                 | Romaji                                                                            | Dịch nghĩa |
| わたの原 八十島かけて 漕ぎ出でぬと 人には告げよ 海人の釣舟 | Wata no hara yaso shima kakete kogi-idenu to hito ni wa tsugeyo ama no tsuri-bune | Thuyền đánh cá trên biển Nói với bất kì ai Tôi chèo thuyền lưu vong qua nhiều hòn đảo nhỏ đến đại dương rộng lớn. |
|                                                            |                                                                                   | |

Takamura có sáu bài thơ trong Kokin Wakashū: bài số 335, 407, 829, 845, 936, và 961.
| Tiếng Nhật                                             | Romaji                                                                  | Dịch nghĩa                                                          |
| 泣く涙 雨と降らなむ 渡り河 水まさりなば かへり来るがに | naku namida ame to furanan watari gawa mizu masarinaba kaeri kuru ga ni | Nước mắt rơi Như mưa nặng hạt Qua con sông Tốt hơn vị của giọt nước |
|                                                        |                                                                         |                                                                     |

## Các tác phẩm liên quan tới Takamura
- Tatsumiya. meikai densetsu: takamura no ido 冥界伝説:たかむらの井戸 [Truyện từ Vùng đất Chết: Giếng của Takamura].
- Yūko Satsuma. Fudaya Ichiren! 札屋一蓮！.
- Yū Itō (1997). oni no hashi 鬼の橋 [Cây cầu của quỷ]. ISBN 4-8340-1571-8.